# Eubaphe sombreata
Eubaphe sombreata là một loài bướm đêm trong họ Geometridae.